# Tanzania na Letnich Igrzyskach Paraolimpijskich 2012
Tanzanię na Letnich Igrzyskach Paraolimpijskich 2012 reprezentował 1 zawodnik.
Dla reprezentacji TaNzanii był to czwarty start w igrzyskach paraolimpijskich (poprzednio w 1992, 2004 i 2008 roku). 

## Kadra

### Lekkoatletyka
Mężczyźni
| Zawodnik          | Konkurencja           | Wynik   | Pkt. | Poz. |
| ----------------- | --------------------- | ------- | ---- | ---- |
| Zaharani Mwenemti | pchnięcie kulą F57/58 | 9.52 m  | 403  | 16.  |
| Zaharani Mwenemti | rzut dyskiem F57/58   | 39.41 m | 605  | 15.  |